# Calexico (Band)

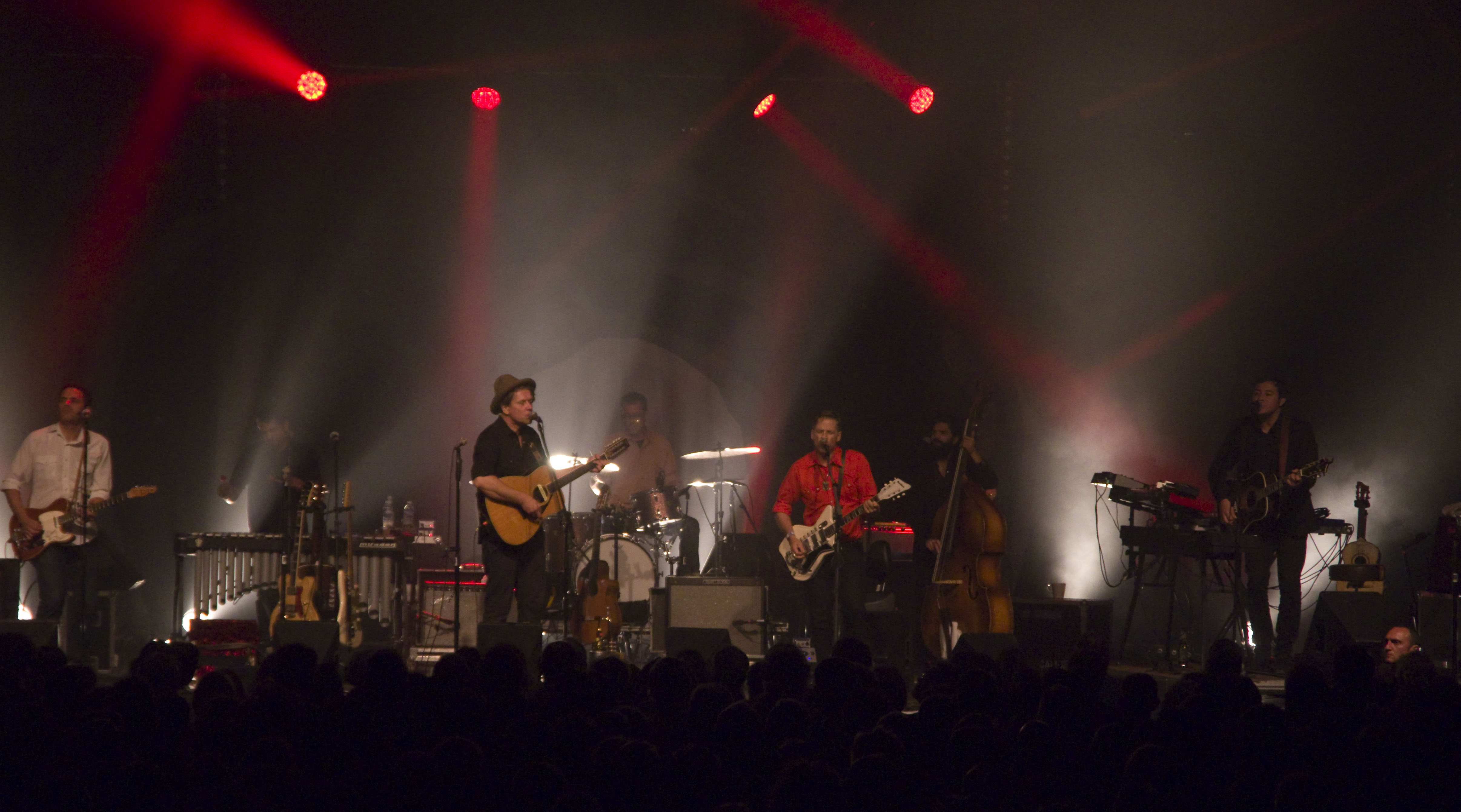
Calexico auf dem ZMF 2016 in Freiburg

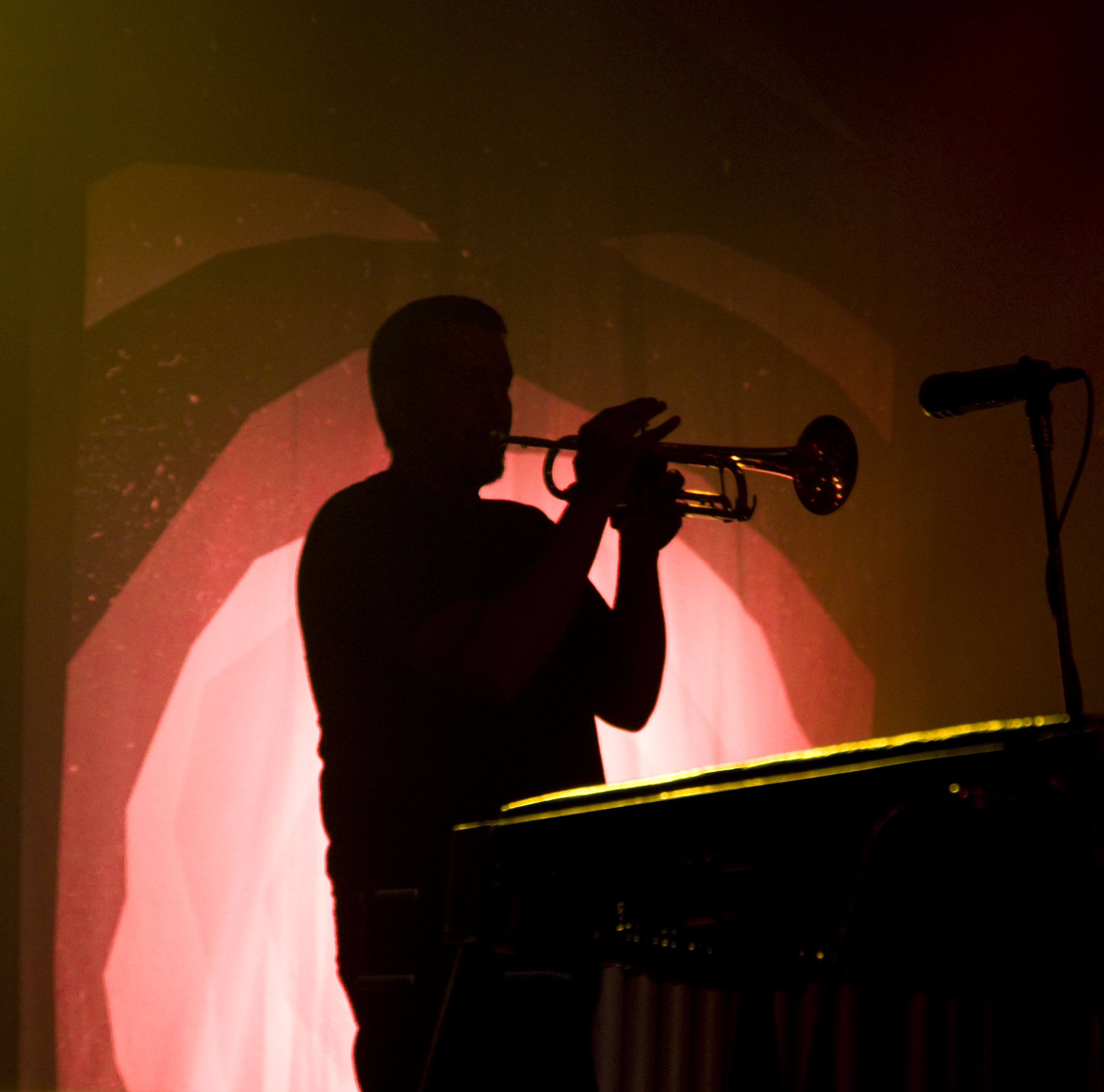
Calexico auf dem ZMF 2016

Calexico ist eine US-amerikanische Band aus Tucson, Arizona, gegründet 1996 von Joey Burns und John Convertino.

## Bandgeschichte
Die Gründungsmitglieder Joey Burns und John Convertino spielten ursprünglich in der Gruppe Giant Sand mit Howe Gelb. Inspiriert von einer Vielzahl alter Instrumente, die sie in den Lagern von Musikgeschäften fanden, entstand die Idee, eine Band zu gründen und einen auf akustischen Instrumenten basierten Mix-Sound zu schaffen. Unter dem Namen Spoke veröffentlichten sie 1997 bei dem bayrischen Independent-Label „Hausmusik“ ihr erstes Album als LP. Bei Veröffentlichung auf CD hatte sich die Band in Calexico umbenannt; Spoke war dann nur noch der Titel des Albums. Innerhalb weniger Jahre wurde Calexico mit atmosphärischen Songs und Instrumental-Stücken, die oft mit Film-Soundtracks verglichen wurden, sowohl in Amerika als auch in Europa sehr erfolgreich.
Daneben gründeten Burns und Convertino zusammen mit Bill Elm die Band Friends of Dean Martinez, die sie aber nach kurzer Zeit wieder verließen.

## Stil
Die Band vereint unterschiedliche Musikrichtungen wie mexikanischen Mariachi, Folk-, Tex-Mex und Country-Rock, Latin Jazz oder „Desert-“ und „Gringo-Rock“. Der Stil wird mittlerweile auch als „Tucson-Desert-Rock“ bezeichnet und hat seine Vorbilder in einigen Stücken der 60er-Jahre West-Coast-Band Love (z. B. Alone Again Or).
Wichtige geografische und politische Punkte, die das Schaffen von Calexico bestimmen, sind die Wüste und vor allem das Grenzland zwischen den Vereinigten Staaten und Mexiko (Calexico ist der Name eines Ortes und ein Kofferwort aus Kalifornien und Mexiko). Die politische und soziale Situation an der Grenze ist ein wichtiges Thema für Calexico und findet sich in vielen ihrer Songs wieder, etwa in Across the Wire, einer Ballade über zwei Brüder, die in der Hoffnung auf ein besseres Leben versuchen, die Grenze zu überqueren. Auch das Stück Crystal Frontier, inspiriert durch das Buch Die gläserne Grenze (1995) von Carlos Fuentes, setzt sich künstlerisch mit der Grenze zwischen den USA und Mexiko auseinander.

## Gastmusiker
Calexico spielen regelmäßig mit den Musikern der mexikanischen Mariachi-Gruppe Luz de Luna, mit denen sie auch auf Europa-Tournee gingen. Außerdem spielten sie mit dem französischen Duo Amor Belhom sowie mit Neko Case und Barbara Manning. Im Jahr 2005 nahmen sie mit Samuel Beam (alias Iron & Wine) eine E.P. (In The Reins) auf. Martin Wenk begleitete im Jahr 2006 (Blue Balls Luzern) Stephan Eicher auf dessen Tournee und ging 2010 mit Nada Surf und 2011 mit Dear Reader auf Tour.
Auf dem Soundtrack des Films I’m Not There (2007) sind Calexico mit Jim James, Iron & Wine, Roger McGuinn, Willie Nelson und Charlotte Gainsbourg zu vernehmen. Auch im Film haben sie einen Kurzauftritt. Der Titel Ballad of Cable Hogue wurde mit der US-amerikanisch-französischen Sängerin Marianne Dissard aufgenommen; Dissard ist zudem auch in dem Musikclip des Stücks zu sehen. Darüber hinaus waren Mitglieder von Calexico beim Einspielen von Marianne Dissards erstem Album L'entredeux (2008) beteiligt.
Zum 15-jährigen Bestehen ihres ersten Labels Hausmusik wirkten Calexico 2006 an zwei Beiträgen zum Jubiläumssampler „You can’t always listen to Hausmusik, but...“ mit: einmal in Kooperation mit The Notwist am Stück „Careless“ sowie mit A Million Mercies, der Band des damaligen Labelinhabers Wolfgang Petters, am Lied „Freunde“.
Im Jahr 2008 spielte Joey Burns mit Manu Katché bei dessen regelmäßiger Jam-Session One Shot Not mit. Einen Ausschnitt hiervon sendete der deutsch-französische Gemeinschaftssender arte am 26. Oktober 2008 in seinem Nachtprogramm.
Im Sommer 2009 spielte die Gruppe mehrere Konzerte mit dem italienischen Künstler Vinicio Capossela.
Im August 2012 spielte die Band zwei Konzerte bzw. Radiosessions (u. a. für den österreichischen Sender FM4) mit dem Filmorchester Babelsberg und dem Radio Symphonie Orchester Wien. Ausschnitte davon wurden auf Spiritoso (Bonus-CD der Deluxe-Edition des Albums Algiers und limitierte LP) veröffentlicht.
Im November 2024 brachte Regisseurin Anna-Sophie Mahler Tennessee Williams Camino Real zusammen mit der live spielenden Band Calexico am Volkstheater in Wien auf die Bühne.

## Diskografie

### Alben
| Jahr | Titel                    | Höchstplatzierung, Gesamtwochen, AuszeichnungChartplatzierungen (Jahr, Titel, Platzierungen, Wochen, Auszeichnungen, Anmerkungen) | Höchstplatzierung, Gesamtwochen, AuszeichnungChartplatzierungen (Jahr, Titel, Platzierungen, Wochen, Auszeichnungen, Anmerkungen) | Höchstplatzierung, Gesamtwochen, AuszeichnungChartplatzierungen (Jahr, Titel, Platzierungen, Wochen, Auszeichnungen, Anmerkungen) | Höchstplatzierung, Gesamtwochen, AuszeichnungChartplatzierungen (Jahr, Titel, Platzierungen, Wochen, Auszeichnungen, Anmerkungen) | Höchstplatzierung, Gesamtwochen, AuszeichnungChartplatzierungen (Jahr, Titel, Platzierungen, Wochen, Auszeichnungen, Anmerkungen) | Anmerkungen     |
| Jahr | Titel                    | DE | AT | CH | UK | US | Anmerkungen     |
| ---- | ------------------------ | --- | --- | --- | --- | --- | --------------- |
| 2000 | Hot Rail                 | DE43 (3 Wo.)DE | — | — | UK57 (1 Wo.)UK | — |                 |
| 2003 | Feast of Wire            | DE10 (9 Wo.)DE | AT22 (7 Wo.)AT | CH41 (3 Wo.)CH | UK71 (1 Wo.)UK | — |                 |
| 2005 | In the Reins             | — | — | — | — | US135 (1 Wo.)US | mit Iron & Wine |
| 2006 | Garden Ruin              | DE24 (5 Wo.)DE | AT18 (6 Wo.)AT | CH62 (3 Wo.)CH | UK76 (1 Wo.)UK | US156 (2 Wo.)US |                 |
| 2008 | Carried to Dust          | DE18 (5 Wo.)DE | AT24 (7 Wo.)AT | CH35 (5 Wo.)CH | UK55 (1 Wo.)UK | US98 (2 Wo.)US |                 |
| 2012 | Algiers                  | DE13 (4 Wo.)DE | AT6 (6 Wo.)AT | CH11 (4 Wo.)CH | UK60 (1 Wo.)UK | US72 (2 Wo.)US |                 |
| 2015 | Edge of the Sun          | DE6 (4 Wo.)DE | AT4 (5 Wo.)AT | CH4 (4 Wo.)CH | UK37 (1 Wo.)UK | US193 (1 Wo.)US |                 |
| 2018 | The Thread That Keeps Us | DE7 (4 Wo.)DE | AT9 (7 Wo.)AT | CH12 (2 Wo.)CH | UK58 (1 Wo.)UK | — |                 |
| 2019 | Years to Burn            | DE16 (3 Wo.)DE | AT13 (3 Wo.)AT | CH46 (1 Wo.)CH | — | — | mit Iron & Wine |
| 2020 | Seasonal Shift           | DE51 (1 Wo.)DE | AT34 (2 Wo.)AT | CH74 (1 Wo.)CH | — | — |                 |
| 2022 | El Mirador               | DE10 (3 Wo.)DE | AT7 (4 Wo.)AT | CH15 (3 Wo.)CH | — | — |                 |

Weitere Alben
- Spoke (1997 unter dem Bandnamen Spoke; CD-Wiederveröffentlichung als Calexico)
- The Black Light (1998)

Konzertalben
- Road Map (1999, Tour-only-CD)
- Travelall (2000, Tour-only-CD)
- Aerocalexico 2001 (2001, Tour-only-CD)
- Scraping (2002, Tour-only-CD)
- The Book and the Canal (2005, Tour-only-CD)
- Tool Box (2007, Tour-only-CD)
- Ancienne Belgique – Live in Brussels (2008, Tour-only-CD)
- Live in Nuremberg (2009, nur als Download im Internet)
- Spiritoso (2012, veröffentlicht als Bonus-CD der Deluxe-Edition von Algiers und als Tour-only-LP)

### EPs
- Descamino (2000)
- Crystal Frontier (2001)
- Even My Sure Things Fall Through (2001)
- Alone Again Or (2003)
- Black Heart (2004)
- Convict Pool (2004)
- Live Session EP (2006, nur als iTunes-Download erhältlich)
- Maybe on Monday EP (2013, nur auf Konzerten oder als iTunes-Download erhältlich)

#### Joint EPs
- Tête à tête (2001) als ABBC mit Naim Amor & Thomas Belhom, Joey Burns & John Convertino, Marianne Dissard, Martin Wenk
- In the Reins (2005) mit Iron & Wine
- Years to Burn (2019) mit Iron & Wine

### Raritäten und Kompilationen
- Superstition Highway (1994, Kassette)
- Spoke (1996, LP, noch ohne den Namen Calexico)
- VPRO’S Moondive – Musicians on a Mission Vol. 4 (Livekonzert mit Joey Burns & John Convertino, Niederlande, Paradiso 25. Juni 1999, CD)
- Committed (2000, Film-Soundtrack)
- The Black Session (2000, No. 163, Radiokonzert France Inter @Studio 105, Paris 22. Mai, CD)
- Hot Rail (2010, Slang20 Reissues Limited deluxe Edition, CD + Bonus-CD)
- Feast of Wire (2010, Slang20 Reissues Limited deluxe Edition, CD + Bonus-CD)
- Selections from Road Atlas: 1998–2011 (2011, 16 exclusive & rare songs taken from Calexico's tour-only CDs, CD)

### Videoalben
- World Drifts In: Live at the Barbican (2004)
- Live from Austin TX (Austin City Limits) (2009)

### Filmmusik
- Committed (2000)
- Ballad of Cable Hogue und Service and Repair in Lammbock (2001)
- Frontera in Herr Lehmann (2003)
- Guero Canelo (live) in Collateral (2004)
- I’m Not There: Original Soundtrack: fünf Coverversionen von Bob-Dylan-Songs (u. a. mit Willie Nelson, Roger McGuinn und Charlotte Gainsbourg, 2007)
- Circo – A Soundtrack by Calexico (2010)
- The Guard – Ein Ire sieht schwarz (2011)

### Singles (Charterfolge)
| Jahr | Titel Album                    | Höchstplatzierung, Gesamtwochen, AuszeichnungChartplatzierungen (Jahr, Titel, Album, Platzierungen, Wochen, Auszeichnungen, Anmerkungen) | Höchstplatzierung, Gesamtwochen, AuszeichnungChartplatzierungen (Jahr, Titel, Album, Platzierungen, Wochen, Auszeichnungen, Anmerkungen) | Höchstplatzierung, Gesamtwochen, AuszeichnungChartplatzierungen (Jahr, Titel, Album, Platzierungen, Wochen, Auszeichnungen, Anmerkungen) | Höchstplatzierung, Gesamtwochen, AuszeichnungChartplatzierungen (Jahr, Titel, Album, Platzierungen, Wochen, Auszeichnungen, Anmerkungen) | Höchstplatzierung, Gesamtwochen, AuszeichnungChartplatzierungen (Jahr, Titel, Album, Platzierungen, Wochen, Auszeichnungen, Anmerkungen) | Anmerkungen |
| Jahr | Titel Album                    | DE | AT | CH | UK | US | Anmerkungen |
| ---- | ------------------------------ | --- | --- | --- | --- | --- | ----------- |
| 2000 | Ballad of Cable Hogue Hot Rail | — | — | — | UK97 (1 Wo.)UK | — |             |
| 2001 | Crystal Frontier –             | — | — | — | UK89 (1 Wo.)UK | — |             |